# Eupithecia maculosa
Eupithecia maculosa là một loài bướm đêm trong họ Geometridae.